# Cornershop
Cornershop es una banda de indie rock británica formada en Leicester en 1991 por Tjinder Singh (cantante, compositor y guitarra), su hermano Avtar Singh (bajo, voz), David Chambers (batería) y Ben Ayres (guitarra, teclados y tambura). Los primeros tres habían sido anteriormente miembros de la banda General Havoc. El nombre del grupo se originó a partir de un estereotipo referente a los asiático-británicos que suelen ser propietarios de las tiendas de la esquina. Su música es una fusión de música india, indie rock, y música electrónica.

## Historia
Tjinder Singh nació en Wolverhampton y formó la banda General Havoc mientras era un estudiante del Politécnico de Lancashire en 1987. Se trasladó a Leicester, donde un hermano y hermana vivían, y formó Cornershop en 1991 junto con su hermano Avtar, David Chambers y Ben Ayres, mientras trabajaba como barman en el bar de Leicester «Magazine» un sitio popular de música local. La banda dio su primer concierto en el Leicester O'Jays. A principios de los 90, cuando el cantante Morrissey fue siendo vilipendiado por la prensa musical del Reino Unido tras denuncias de racismo, Cornershop fue invitada a comentar y la revista Melody Maker publicó una historia de la banda quemando una foto del cantante frente a las oficinas de EMI.
Su primer EP, In The Days of Ford Cortina, que se vendió «en un vinilo de color curry», fue una mezcla de noise pop con tintes indios. Su sonido fue suavizándose un poco tras la publicación de su álbum debut Hold On It Hurts en 1994, descrito por Trouser Press como «un festival del pop con carga política, diez pistas de placeres ruidosos que mezclan comentario social incisivo con un buen agarre de post-punk británico». El álbum impresionó a David Byrne y firmó a Cornershop en su sello Luaka Bop. David Chambers dejó la banda en 1994, y en 1995 lanzaron el sencillo «6 a.m. Jullander Shere», el álbum Woman's Gotta Have It y una gira por los Estados Unidos, incluyendo algunas fechas en Lollapalooza. La banda también recorrió Europa con Beck, Stereolab y Oasis.
La salida de Avtar Singh, David Chambers y Wallis Healey a mediados de 1994 condujo a un cambio importante en la formación de Cornershop, con Anthony Saffery (sitar, teclados y armonio), Nick Simms (batería) y Pete Hall (percusión). Peter Bengry sustituyó posteriormente a Pete Hall en la percusión a principios de 1996.
Fueron más conocidos tras el éxito internacional «Brimful of Asha» de su tercer álbum When I Was Born for the 7th Time, lanzado en 1997. La canción fue un tributo a la prolífica cantante india, Asha Bhosle, y en general a la industria de la música india. Alcanzó el número uno de las listas de canciones del Reino Unido y obtuvo reseñas muy positivas en la prensa. Un remix de Fatboy Slim de la canción, quien la mezcló gratuitamente por ser fan de la banda, también fue un éxito. Paula Frazer aparece como vocalista invitada en la canción «Good To Be On The Road Back Home» y Allen Ginsberg recita su poema «When the Light Appears Boy» en la canción con el mismo nombre.
En el 2000, Ayres y Singh lanzaron un álbum inspirado en la música disco Disco and the Halfway to Discontent, como parte de su proyecto paralelo, Clinton. Este álbum promovió el despegue del evento de discotecas con sede en Londres Buttoned Down Disco, el cual tomó su nombre de la tercera pista en el álbum. El siguiente lanzamiento de Cornershop fue el álbum de 2002, Handcream for a Generation, en el que Noel Gallagher colaboró tocando el sitar.
Según su sitio web oficial, Cornershop lleva haciendo una película sobre la industria de la música independiente de Londres desde 2003. En febrero de 2006 lanzaron el sencillo «Wop the Groove» con la colaboración de artistas como la cantante de Happy Mondays y finalista de la versión británica de Factor X, Rowetta. En 2008, su canción «Candyman» fue incluida en un anuncio de Nike donde aparecío LeBron James.
En julio de 2009 lanzaron el álbum Judy Sucks a Lemon for Breakfast, precedido por el sencillo «The Roll-Off Characteristics (Of History in the Making)». El octavo álbum de la banda, Urban Turban, fue lanzado en 2012 y el noveno Hold On It's Easy en 2015. En 2017 dieron una pista instrumental llamada «Demon is a Monster» al podcast anti-Brexit 'Remainiacs' para usar como melodía temática. La banda estuvo fuertemente en contra del Brexit. Su más reciente álbum es England is a Garden. El primer video oficial del álbum es la canción «St Marie Under Canon» que se lanzó en febrero de 2020.

## Miembros de la banda

### Miembros actuales
- Tjinder Singh - voz, guitarra, bajo, dholki (1991-presente)
- Ben Ayres - guitarra, tamboura, teclados, pandereta, voz (1991-presente)
- Nick Simms - batería, voz (1995-presente)
- Peter Bengry - percusión (1995-presente)
- Adam Blake - sitar, guitarra (2009-presente)
- Pete Downing - guitarra (2009-presente)
- James Milne - bajo (2009-presente)

### Miembros anteriores
- Avtar Singh - bajo, guitarra, voz (1991-1995)
- David Chambers - batería (1991-1995)
- Anthony «Saffs» Saffery - sitar, guitarra, teclados (1994-2002)
- Wallis Healey - guitarra (1994-1995)
- Pete Hall - percusión (1995)

## Discografía

### Álbumes de estudio
- Hold On It Hurts (1994)
- Woman's Gotta Have It (1995)
- When I Was Born for the 7th Time (1997)
- Disco and the Halfway to Discontent (como Clinton) (1999)
- Handcream for a Generation (2002)
- Judy Sucks a Lemon for Breakfast (2009)
- Cornershop and the Double 'O' Groove Of (2011)
- Urban Turban (2012)
- Hold on it's Easy (2015)
- England is a Garden (2020)

### Singles y EPs (lista parcial)
- "In The Days Of Ford Cortina EP" (1993)
- "Lock Stock & Double Barrel EP" (1993)
- "Reader's Wives" (1993)
- "Born Disco, Died Heavy Metal" (1994)
- "Seetar Man" (1994)
- "6 a.m. Jullander Shere" (1995)
- "My Dancing Days are Done" (1995)
- "6 a.m. Jullander Shere: The Grid and Star Liner mixes" (1996)
- "W.O.G. - The U.S Western Oriental mixes" (1996)
- "Butter The Soul" (1996)
- "Good Ships" (1997)
- "Brimful of Asha" (1997)
- "Brimful of Asha (Norman Cook Remix)" (1998)
- "Sleep on the Left Side" (1998)
- "Lessons Learned From Rocky I to Rocky III" (2002)
- "Staging The Plaguing Of The Raised Platform" (2002)
- "Topknot" (2004)
- "Wop the Groove" (2006)
- "The Roll Off Characteristics Of History In The Making" (2009)
- "Who Fingered Rock And Roll" (2009)